# سیارک ۵۸۰۸۴
سیارک ۵۸۰۸۴ (به انگلیسی: 58084 Hiketaon، نامگذاری:1197T-3) پنجاه و هشت هزار و هشتاد و چهارمین سیارک کشف شده‌است که در ۱۷ اکتبر ۱۹۷۷ کشف شد.